# Real Fast, Real Furious
Real Fast, Real Furious (Street Outlaws) è una serie TV statunitense di corse clandestine trasmessa in Italia da Discovery Channel e DMAX dal 2014.

## Trama
Corse clandestine su strada negli Stati Uniti è il soggetto di questa serie di docu-reality, che fornisce uno sguardo nel dietro le quinte delle gare automobilistiche illegali. Qui i piloti di Oklahoma City vantano di avere le vetture modificate da strada più veloci del paese; si trovano a competere per stilare la lista dei dieci veicoli più veloci del paese, sfidando anche altri piloti degli USA; da una Chevy Nova del 1969 ad un camion di fattoria, i veicoli ed i loro piloti sono disponibili in tutte le forme e dimensioni e hanno una cosa in comune: il bisogno di velocità.

## Personaggi principali
- Justin "Big Chief" Shearer
- Charles "Chuck" Seitsinger
- David "Daddy Dave" Comstock
- James "Doc" Love
- Joe "Dominator" Woods
- Sean "Farmtruck" Whitley
- Jeff "AZN" Bonnett
- Jerry "Monza" Johnson
- Shawn "Murder Nova" Ellington
- Wayne D. Varley
- John "Andrade" Jr.
- Jose "Freakin Rican" Rivera
- Tina Pierce
- Tyler "Flip" Priddy
- Brian "Gotee Bo" Tessneer
- Derek Travis
- Chris "Kamikaze"
- Kye Kelley

## Episodi
| Stagione | Episodi | Inizio Stagione  | Fine Stagione   |
| -------- | ------- | ---------------- | --------------- |
| 1        | 8       | 10 giugno 2013   | 29 luglio 2013  |
| 2        | 8       | 1º dicembre 2013 | 13 gennaio 2014 |
| 3        | 8       | 23 giugno 2014   | 4 agosto 2014   |
| 4        | 10      | 29 dicembre 2014 | 2 marzo 2015    |
| 5        | 11      | 18 maggio 2015   | 27 luglio 2015  |
| 6        | 9       | 26 ottobre 2015  | 6 dicembre 2015 |
| 7        | 11      | 25 aprile 2016   | 20 giugno 2016  |
| 8        | 11      | 31 ottobre 2016  | 2 gennaio 2017  |
| 9        | 14      | 13 marzo 2017    | 5 giugno 2017   |
| 10       | 15      | 7 marzo 2018     | 25 aprile 2018  |